# Triple saut féminin aux championnats du monde d'athlétisme 2001
Navigation
Séville 1999 Paris 2003
L'épreuve du triple saut féminin des championnats du monde d'athlétisme 2001 s'est déroulée les 8 et 10 août 2001 au stade du Commonwealth d'Edmonton, au Canada. Elle est remportée par la Russe Tatyana Lebedeva.

## Résultats

### Finale
| Rang               | Athlète                | Pays          | Essais | Essais | Essais | Essais | Essais | Essais | Marque  | Notes |
| Rang               | Athlète                | Pays          | 1      | 2      | 3      | 4      | 5      | 6      | Marque  | Notes |
| ------------------ | ---------------------- | ------------- | ------ | ------ | ------ | ------ | ------ | ------ | ------- | ----- |
| Médaille d'or      | Tatyana Lebedeva       | Russie        | 15.11  | 14.93  | x      | x      | x      | 15.25  | 15,25 m | WL    |
| Médaille d'argent  | Francoise Mbango Etone | Cameroun      | 14.26  | 14.43  | x      | 14.23  | 14.44  | 14.60  | 14,60 m |       |
| Médaille de bronze | Tereza Marinova        | Bulgarie      | 14.36  | 14.58  | 14.33  | 14.12  | 14.54  | 14.57  | 14,58 m |       |
| 4                  | Magdelin Martinez      | Italie        | 14.52  | 13.83  | 14.04  | x      | 14.29  | 14.28  | 14,52 m |       |
| 5                  | Heli Koivula           | Finlande      | 13.70  | 13.85  | 14.14  | x      | 14.05  | 14.28  | 14,28 m | SB    |
| 6                  | Cristina Nicolau       | Roumanie      | x      | 14.09  | 14.10  | 14.17  | 13.94  | 12.32  | 14,17 m |       |
| 7                  | Ashia Hansen           | Great Britain | 14.00  | x      | 13.76  | 14.10  | 13.95  | 14.07  | 14,10 m |       |
| 8                  | Trecia Smith           | Jamaïque      | 13.75  | 13.92  | 11.11  | x      | 13.85  | x      | 13,92 m |       |
| 9                  | Olga Bolshova          | Moldavie      | x      | 13.79  | 13.86  |        |        |        | 13,86 m |       |
| 10                 | Olena Hovorova         | Ukraine       | x      | 13.85  | x      |        |        |        | 13,85 m |       |
| 11                 | Camilla Johansson      | Suède         | 13.71  | 13.84  | 13.71  |        |        |        | 13,84 m |       |
| 12                 | Natalya Safronova      | Biélorussie   | 13.65  | 13.43  | 13.82  |        |        |        | 13,82 m |       |

## Légende
Records et Performances
- AR : Record continental (area record)
- CR : Record des championnats (championship record)
- MR : Record du meeting (meet record)
- NR : Record national (national record)
- OR : Record olympique (olympic record)
- PR : Record paralympique (paralympic record)
- PB : Record personnel (personal best)
- SB : Meilleure performance personnelle de la saison (season's best)
- WL : Meilleure performance mondiale de l'année (world leader)
- WJR : Record du monde junior (world junior record)
- WR : Record du monde (world record)

Circonstances et Conditions
- DNF : N'a pas terminé (did not finish)
- DNS : N'a pas pris le départ (did not start)
- DQ : Disqualification (disqualification)
- NM : Aucun essai valable enregistré (No Mark)
- Q : Qualifié « directement » au prochain tour (ou à la prochaine compétition), lors d'une compétition majeure, grâce au classement ou à la réalisation des minima (automatic qualifier)
- q : Qualifié au prochain tour (ou à la prochaine compétition), lors d'une compétition majeure, grâce au repêchage ou à la réalisation de l'une des meilleures performances parmi celles des « non qualifiés directement » (grâce au meilleur temps ou à la meilleure distance par exemple) (secondary qualifier)